# Wadha bint Muhammad Āl ʿUraiʿr
Wadha bint Muhammad Āl ʿUraiʿr (arabisch وضحى بنت محمد آل عريعر, DMG Waḍḥa bint Muḥammad Āl ʿUraiʿr;† 4. Mai 1969 in ar-Riyād) war eine der Ehefrauen von ʿAbd al-ʿAzīz, dem Gründer des Königreichs Saudi-Arabien. Sie stammte aus dem Stamm der Banū Chālid, der lange Zeit über Ostarabien herrschte und im späten 18. Jahrhundert der mächtigste Stamm in dieser Region war.
Wahda heiratete ʿAbd al-ʿAzīz 1896 in Kuwait, und sie hatten fünf Kinder: Prinz Turkī, König Suʿūd, Prinz Chālid, Prinz ʿAbd Allāh und Prinzessin Munīra. Von ihnen starben Prinz Chālid und Prinz ʿAbd Allāh jung.
Wadhas Schwester Hussa heiratete zunächst den kuwaitischen Herrscher Mubārak as-Sabāh und heiratete dann, nach ihrer Scheidung von Mubārak, ʿAbd al-ʿAzīz. Im Laufe ihres Lebens musste Wadha den Tod ihrer fünf Kinder miterleben. Sie starb am 4. Mai 1969 in ar-Riyād, kurz nach dem Tod von König Suʿūd in Athen.